# Sorry (Guns N' Roses-låt)
"Sorry" är en låt av det amerikanska rockbandet Guns N' Roses. Låten är spår 10 på albumet Chinese Democracy från 2008, och är 6 minuter och 14 sekunder lång. Den är skriven av Axl Rose, Brian Carroll, Bryan Mantia och Pete Scaturro.
Låten innehåller körsång av före detta Skid Row-sångaren Sebastian Bach. Bach lär för övrigt ha sagt att låten påminner mycket om doom metal, och han "inte kan få ut låten ur huvudet".